# Liberté, égalité, fraternité

Heslo na oficiálním logu Francouzské republiky

Liberté, égalité, fraternité (česky volnost, rovnost, bratrství nebo svoboda, rovnost, bratrství) je motto Francouzské republiky. Původně bylo jedním z hesel Velké francouzské revoluce, ale prosadilo se až v 19. století během třetí republiky. Bylo začleněno do ústavy čtvrté republiky (1946) i páté republiky (1958). Heslo se nachází především na veřejných budovách (radnice, školy), také na mincích (bývalých francích i francouzských euromincích) nebo poštovních známkách.

## Historie
Během Velké francouzské revoluce bylo „Volnost, rovnost, bratrství“ jedním z mnoha hesel, které se používalo. Jako první jej použil Maximilien Robespierre v prosinci 1790 v projevu o organizaci Národní gardy, kdy žádal, aby bylo toto heslo uvedeno na jejích uniformách a praporech, ale jeho návrh se neprosadil. Pařížský starosta Jean-Nicolas Pache nechal v roce 1793 heslo napsat na veřejné budovy ve formě La République une et indivisible. Liberté, Égalité, Fraternité ou la mort („Republika, jediná a nedělitelná. Volnost, rovnost, bratrství – nebo smrt“). Na konci revoluce bylo toto heslo opuštěno.
Text v dnešní podobě se na veřejných budovách opět objevil u příležitosti oslav 14. července 1880 a stále více se prosazoval jako národní heslo.
Vichistická Francie nahradila heslo vlastní devizou Travail, famille, patrie („Práce, rodina, vlast“). Po osvobození Francie se původní heslo dostalo do textu ústavy nové republiky a stejně tak i při změně ústavního systému v roce 1958.